# John Frederiksen
John Johannesen Frederiksen, más conocido como John Frederiksen, (nacido en Nexø, Dinamarca, el 10 de enero de 1996 es un futbolista danés que juega como delantero. Es internacional absoluto con Islas Feroe. Actualmente juega en el Arendal Fotball.

## Carrera
Tras comenzar a jugar en las categorías inferiores del Nexø B.B. pasó a la cantera del FC Copenhague para volver de nuevo, como profesional, al Nexø B.B..
En 2017, fichó por el 07 Vestur de Islas Feroe. Luego pasó a formar parte del HB Tórshavn con el que ganó una liga. En el mercado invernal de la temporada 2018-19, fichó por el Boldklubben Frem danés un contrato por lo que quedaba de temporada y una más. En 2020, tras recibir ofertas de equipos de Eslovaquia, Rumania, Túnez, Bielorrusia y Turquía; fichó por el MuSa finés con el que debutó marcando un triplete.
Tras su buen papel en el equipo finlandés, donde anotó ocho goles en catorce partidos y que le fuese diagnosticado un tumor cerebral, ficha por el SKU Amstetten austriaco.
En octubre de 2022 ficha por el Raith Rovers escocés por una temporada, pero en enero rescindió su contrato y fichó por el Arendal Fotball de Noruega.

### Selección nacional
A pesar de haber nacido en Dinamarca, sus padres son feroeses por lo que juega en la selección de dicha nación. Ha representado a las Islas Feroés en la absoluta, la sub-17 y la sub-19 y fue convocado, pero no llegó a debutar con la sub-21.